# Hardin (Teksas)
Hardin je grad u američkoj saveznoj državi Teksas. Prema popisu stanovništva iz 2010. u njemu je živjelo 819 stanovnika.